# Палкин, Арон Моисеевич
Арон Моисеевич Палкин (23.02.1903 — 05.05.1989) — полковник госбезопасности СССР, начальник отдела «Д» МГБ СССР (1947—1951). В 1946—1947 гг. под его руководством были сфальсифицированы результаты референдума и выборов в Сейм Польши.

## Биография
Родился 23 февраля 1903 года в г. Речица Минской губернии в семье сплавщика леса. Член РКП(б) с октября 1924 г.
Послужной список:
- июнь 1914 — декабрь 1917 ученик печатника и печатник в типографии А. Г. Шимановича (Речица).
- 1917—1920 машинист-печатник ж.-д. типографии, Речица.
- 1920—1925 печатник типографии Полеспечать (Гомель) (с перерывом май 1923 — май 1924, когда учился в партшколе).
- 1925—1931 зам. секретаря Гомельского горкома комсомола, представитель губкома комсомола в губернском отделе труда, секретарь парткома типографии Полеспечать.
- апрель 1931 — май 1932 студент Коммунистического университета им. Я. М. Свердлова, Москва.
- 1932—1935 гзав. орготделом парткома Электрозавода, секретарь парткома Прожекторного завода, секретарь парткома завода автотракторного электрооборудования, Москва.
- 1935—1937 инструктор Сталинского райкома ВКП(б), Москва.

В 1937—1951 гг. в органах НКВД-НКГБ-МГБ.
С 16 февраля 1942 года — майор госбезопасности. С 14 февраля 1943 года — полковник госбезопасности.
С 7 августа 1941 по 17 мая 1943 года — начальник 10 отделения и заместитель начальника 4-го спецотдела НКВД. Затем до 18.07.1946 года — заместитель начальника отдела «Б» (применение оперативной техники) НКГБ СССР.
С 18.07.1946 по 19.10.1951 начальник отдела «Д» — изготовление средств тайнописи, документов для оперативных целей, экспертиза документов и почерков — МГБ СССР.
В 1946−1947 годах будучи начальником Отдела «Д» осуществлял фальсификацию выборов в Польше в пользу просоветских сил под руководством лидера Польской рабочей партии Болеслава Берута (выезжал в Варшаву 22.06.46-27.08.46 и 10.01.47-30.01.47 с группой работников МГБ).
Арестован 19.10.1951 по делу врачей, оно же дело о сионистском заговоре в МГБ. Приговорён ВКВС СССР 13.10.53 по ст. 2 Указа ПВС СССР от 04.06.47 к 15 годам лишения свободы. На основании Указа ПВС СССР «Об амнистии» от 27.03.53 срок сокращён наполовину. Отбывал наказание в Унженском ИТЛ. Освобождён досрочно 29.05.56 с зачётом рабочих дней.
После освобождения
Умер 5 мая 1989 года в Москве.

## Награды
Орден Красного Знамени (06.09.46); 2 ордена Отечественной войны 1-й степени (05.11.44, 06.04.1985); орден Трудового Красного Знамени (20.09.43); 4 медали; знак «Заслуженный работник НКВД» (27.04.40). Лишён наград Указом ПВС СССР 16.02.54, возвращены Указом ПВС СССР 05.02.70.